# Mailjet
Mailjet es un servicio de envío de correos electrónicos (email marketing) francés, fundado en 2010 por Wilfried Durand y Julien Tartarin. Inicialmente ubicado en la zona de Nantes, su sede se encuentra en la actualidad en París, con oficinas en Nueva York, Londres y Berlín. En julio de 2015, la empresa contaba con 32 000 clientes en todo el mundo, repartidos por 150 países.

## Desarrollo
Mailjet es un sistema de envío y de seguimiento de correos electrónicos alojado en la nube. 
La empresa fue fundada en 2010 en Nantes por Wilfried Durand y Julien Tartarin con el objetivo de combinar los envíos de correos electrónicos y permitir mediante el uso de diferentes herramientas (API, retransmisión SMTP…) la integración en proyectos del marketing por correo electrónico.
El lanzamiento al público tuvo lugar a principios de 2011. Ese mismo año, Mailjet llevó a cabo una primera recaudación de fondos de 2,5 millones de euros de la mano de Alven Capital y eFounders (el estudio startup cocreado por Thibaud Elzière). Estas inversiones permitieron a la empresa contratar a sus primeros empleados y desarrollar sus servicios.
En 2014, Alexis Renard se puso al frente de la compañía como Presidente-Director General, con el objetivo de desarrollar los servicios a nivel internacional y de ampliar la oferta comercial. En marzo de 2014, Mailjet llevó a cabo una nueva recaudación de fondos de 2,2 millones de euros, de nuevo de la mano de Alven Capital y eFounders. Además, la compañía abrió nuevas oficinas en Nueva York, Londres y Berlín. Por último, durante 2014, Mailjet se dotó de un nuevo juego de APIs y puso a disposición de sus usuarios nuevas funcionalidades, como un comparador de resultados de diferentes campañas enviadas o un sistema de prueba de correos electrónicos basado en los principios del Test A/B.
En julio de 2015, la empresa llevó a cabo su tercera recaudación de fondos de 10 millones de euros de sus inversores habituales Alven Capital y eFounders, pero también de Iris Capital y Seventure Partners. Esta nueva inversión permitió a Mailjet contratar nuevos colaboradores para apoyar su crecimiento, previendo ampliar su equipo de 40 a cerca de cien personas para el 2016. Al final del año, Mailjet recibió un premio de Deloitte en el marco del ranking nacional francés Deloitte Technology Fast 50, en el que la empresa quedó en segunda posición gracias a su fuerte crecimiento (3 185% de crecimiento) durante los cuatro años anteriores. Mailjet obtuvo también la posición 23 en el EMEA Fast 500 (la clasificación de Deloitte para toda Europa) ese mismo año.[cita requerida]
A principios de 2016, Mailjet lanzó su lenguaje de marcas de código abierto, MJML. El objetivo de MJML es simplificar el desarrollo del diseño de correos electrónicos responsivos, permitiendo a los desarrolladores crear correos electrónicos que se adapten a los clientes de correo electrónico más populares. En junio de 2016, Mailjet lanzó su función de Automatización del Email, continuando así con el desarrollo de su plataforma en la nube.